# Skovcertificering
Termen skovcertificering dækker over systemer og ordninger, der stiller krav til hvordan skove drives. Der findes mange forskellige skovcertificeringer på verdensplan af både national og international karakter. Skovcertificering er som hovedregel frivilligt for en skovejer at indgå i.
At en skov er certificeret betyder ikke nødvendigvis, at der er tale om skovdrift under bæredygtige vilkår. Nogle skovcertificeringer dækker udelukkende lovlighed og andre kun sociale forhold, mens der er enkelte systemer, som dækker mange aspekter af skovdrift og dermed arbejder hen imod bæredygtighed. 
Skovcertificering bruges f.eks. til at dokumentere, hvilke krav der er stillet til skovdriften i den skov, hvor træet kommer fra. Dette kan være krav om eksempelvis arbejderforhold, intensivitet i skovdriften, fredning af plante- og dyrearter, rettigheder for indfødte folk, brugen af kemikalier i driften, naturnærheden i driften, adgangsforholdene i skoven osv. Dokumentationen bruges dels internt i en forsyningskæde imellem virksomheder men kan også bruges i kommunikation til forbrugere og indkøbere. 
Certificerede skovejerne skal leve op til en række krav. Desuden må de i flere systemer acceptere kontrol med driften, og betale en afgift, men til gengæld får de papir på, at skoven bliver drevet efter en konkret ordnings krav.

## FSC og PEFC
To af de største skovcertificeringsordninger er, FSC (Forest Stewardship Council), som bæres af miljøorganisationer, virksomheder og sociale organisationer, og PEFC (Programme for the Endorsement of Forest Certification), som ligeledes er et system, der laves af miljø- og sociale organisationer, virksomheder samt andre interessenter. Disse to systemer er også de eneste globale ordninger.
Begge systemer er bygget op med en certificering på skovplan og efterfølgende certificering af alle led i forsyningskæden (Chain of Custody). 
Der er en del forskelle mellem de to ordninger, som de er udformet til brug i Danmark og resten af verden. Forskellene ligger både i kravene bag certificeringen, måden organisationerne er bygget op på og i kravene til kontrollen. 
De danske statsskove er certificeret efter begge ordninger.

## Eksterne links
- FSC Danmarks hjemmeside
- PEFC Danmarks hjemmeside
- Sammenligning af mange forskellige skovcertificeringsordninger baseret på FERNs analyse fra 2005 Arkiveret 11. februar 2013 hos  Wayback Machine
- Dansk Standard vedrørende Certificering af træ Arkiveret 28. august 2006 hos  Wayback Machine
- Skovdyrkerforeningens fortolkning Arkiveret 11. december 2004 hos  Wayback Machine af certificeringssystemerne.
- Skovstyrelsens faktablad om skovcertificering.
- Standard for PECF-certificering Arkiveret 20. maj 2005 hos  Wayback Machine i Danmark (PDF-fil).